# Sylvanus Olympio
Sylvanus Epiphanio Olimpio (rujan 1902. – 13. siječnja 1963.), prvi predsjednik države Togo. 
Premijerom Togoa bio je od 1958. do 1961. godine. Vodio je prozapadnu politiku, jednom čak otputovavši u Washington na susret s predsjednikom SAD-a Kennedyjem. 
Od 1961. do 1963. bio je predsjednik Togoa. Stvorio je jednostranačku državu, a on sam postao je diktator progonivši oporbu pri čemu su počinjena ubojstva, zatvaranja ili progoni u susjedne države Benin i Ganu. S većinom susjednih država imao je dobre odnose, osim sa susjednom državnom Ganom i njezinim vođom Kwame Nkrumahom. 
Ubijen je u državnom udaru. Navodno je pri tome otac sadašnjeg predsjednika Toga ispalio hice koji su ga ubili. Njegov sin je najistaknutiji vođa oporbe u zemlji.